# NGC 5049
NGC 5049 este o galaxie lenticulară situată în constelația Fecioara. A fost descoperită în 31 decembrie 1785 de către William Herschel. Se află la o distanță de 39,12 de megaparseci de Pământ.